# 국제 볼셰비키 그룹
국제 볼셰비키 그룹(International Bolshevik Tendency)는 트로츠키주의 성향의 혁명적 사회주의 국제 조직으로, 국제 스파르타쿠스 그룹(현 국제 공산주의 동맹)의 중핵들에 의해 창립되었다.

## 간행물
기관지로 《1917》을 발행하고 있으며, 《레닌의 반스탈린 투쟁》, 《세계 경제 위기의 원인과 결과에 대한 맑스주의 분석》, 《소련은 왜 자본주의 체제가 아닌가?》, 《레닌과 전위당》 등 여러 책을 출판하였다.

## 정치적 성향
국제 볼셰비키 그룹의 이념은 사회주의, 그 중에서도 트로츠키주의이다.

## 같이 보기
- 트로츠키주의